# Pauschenpferd

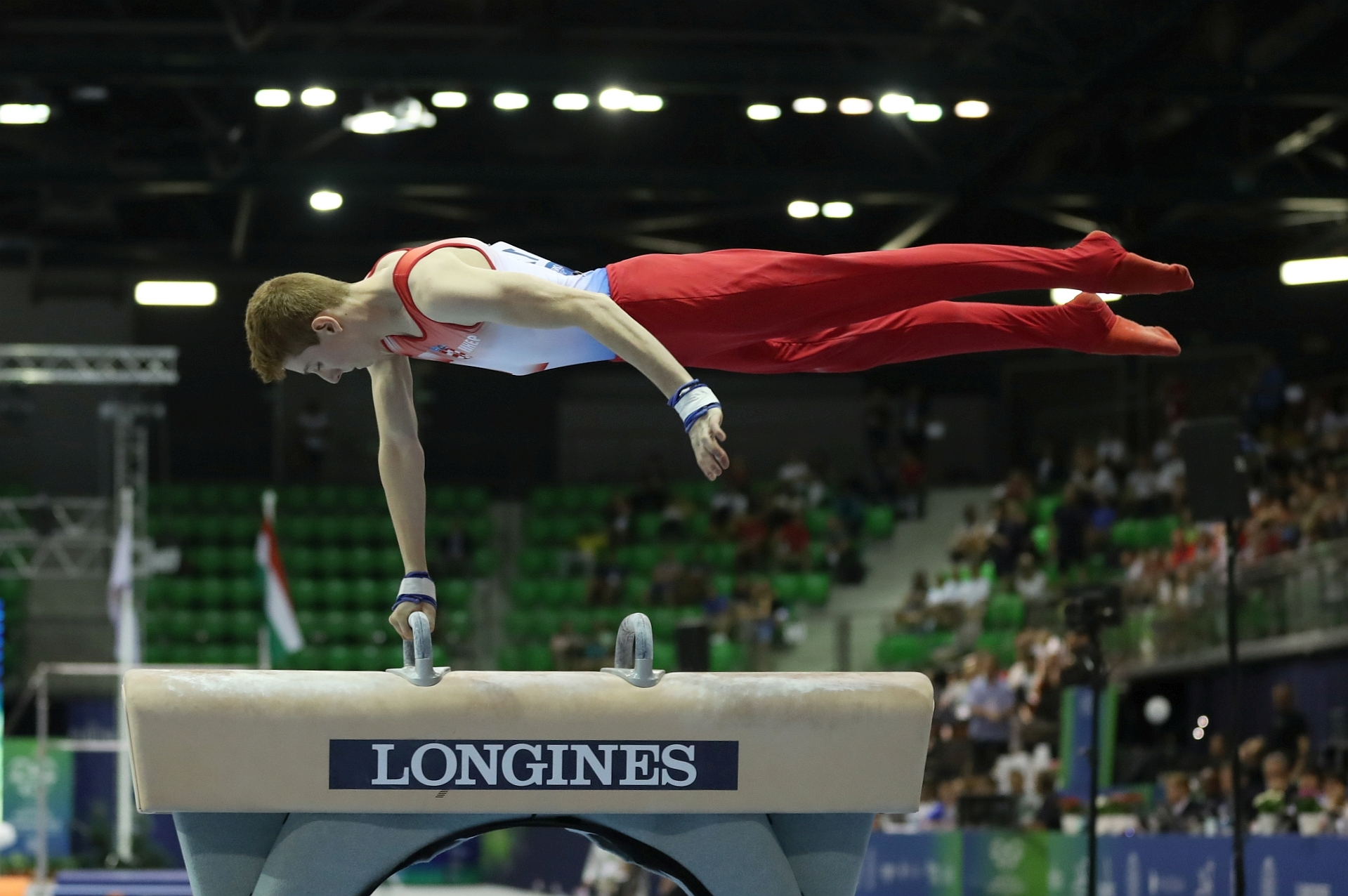
Turner am Pauschenpferd bei der Juniorenweltmeisterschaft 2019

Das Pauschenpferd (auch: Seitpferd oder einfach Pferd) ist ein Turngerät mit einer dem Pferd ähnlichen Form. Der Pferdekörper ist bei aktuellen Wettkämpfen 160 cm lang, 115 cm hoch und 35 cm breit.

## Geschichte

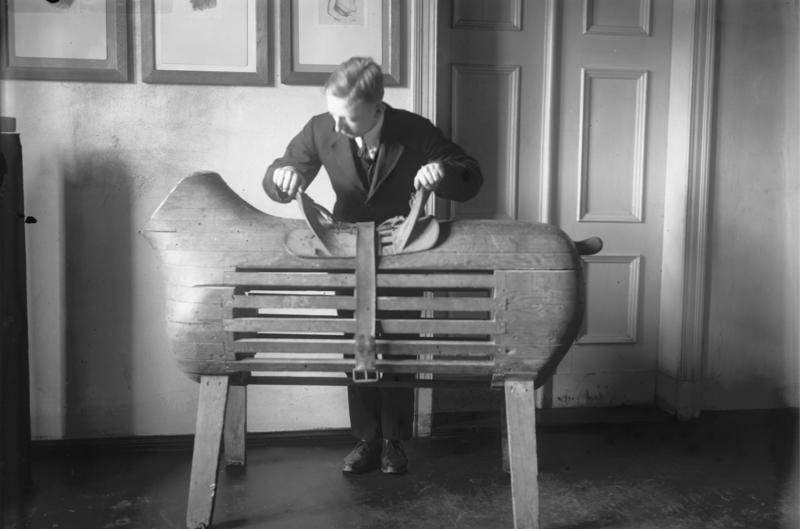
Das älteste erhaltene Turnpferd, mit dem bereits Jahn geturnt haben soll; Aufnahme aus dem Jahr 1929

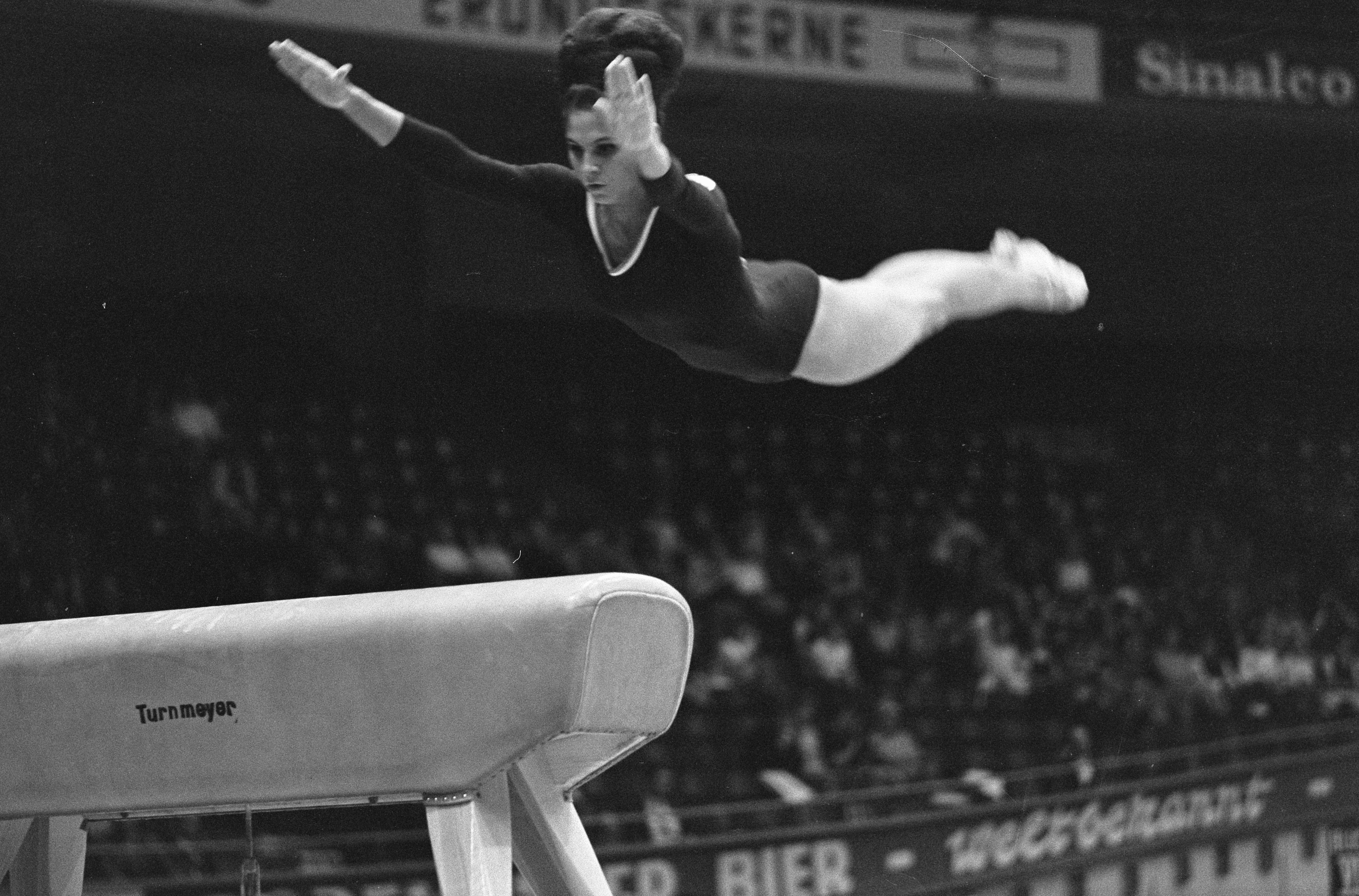
Sprung am klassischen Pferd bei der WM 1966 in Dortmund

Lange vor dem Aufkommen der Turnkunst und schon im Altertum waren Nachbildungen des lebendigen Pferdes im Gebrauch zu Vorübungen des Reitens, insbesondere des Auf- und Absitzens; so bei der römischen Reiterei und im Mittelalter zur Ausbildung ritterlicher Fertigkeiten.
Diese Übungen erhielten sich dann im Zusammenhang mit dem Fechtunterricht auch an Universitäten und an allgemeinbildenden Schulen für Adelige; dies wurde beispielsweise als Voltigieren bezeichnet.
Unter Friedrich Ludwig Jahn (1778–1852), dem so genannten „Turnvater“, wurden sie dann in die Turnkunst übernommen und hier entsprechend weitergebildet und bezeichnet. Jahn nannte die Übungen Schwingen und das Gerät danach Schwingel. Auch der zu verwandten Übungen gebrauchte Bock stammt aus Jahns Zeit.

## Konstruktion
Das Turn-Pferd verfügte noch im 19. Jahrhundert über einen längeren, zuweilen auch etwas erhöhten, Hals und eine kürzere Kruppe, womit es noch stark an sein natürliches Vorbild erinnerte. Heutige Turn-Pferde sind seitengleich gebaut.
Bei vielen Übungen wird es mit Griffen, den Pauschen, versehen, welche die Mitte des Rückens, den Sattel, einschließen (Am echten Pferdesattel werden die Pauschen allerdings Zwiesel genannt).
Außerdem sind heutige Turn-Pferde durch in Hülsen oder Röhren laufende Beine höhenverstellbar.

## Olympische Disziplin
Am Pauschenpferd werden Übungen des klassischen Gerätturnens der Männer durchgeführt, bei dem die Pauschen zur Abstützung mit den Händen bei gleichzeitig kreiselnder bzw. scherenartiger Bewegung der Beine verwendet werden. Seine korrekte Bezeichnung ist Pauschenpferd Mogilny (benannt nach dem sowjetischen Kunstturner Walentin Wiktorowitsch Mogilny) nach den beiden Griffen (Pauschen) am Gerätkörper.
Eine weitere Übung im Rahmen des klassischen Gerätturnens war der Pferdsprung, bei dem das Pferd je nach Geschlecht des Turners längs- oder querseitig übersprungen wurde. Diese Übung ging auf den schon in der Antike praktizierten Stiersprung zurück, wobei damals allerdings ein echter Stier zu überspringen war.
Beide Übungen werden im Rahmen von Wettkämpfen geturnt und sind Bestandteil des olympischen Turnprogramms.
Jeder Turner muss während der Kür alle drei Gerätteile (Mitte, beide Enden) beturnen, und zwar mit kontinuierlichen Kreisbewegungen beider Beine, die nur durch die geforderten Scheren-Elemente – als Übergang zwischen den Kreisbewegungen und dem Pendeln – unterbrochen werden. Schwingen durch die Handstandposition ist erlaubt. Die Hände sind die einzigen Körperteile, die das Gerät berühren dürfen. Die ganze Kür muss in gleichmäßigem, kontrolliertem Rhythmus vorgetragen werden.
Vor allem für die Kampfrichter bei Turnwettbewerben ist das Pauschenpferd wohl das schwierigste Gerät: Minimale Unterschiede in der Aufstützart der Hände am Pferd können z. B. bereits deutliche Wertungsunterschiede bewirken. Außerdem folgen die einzelnen Turnelemente so rasch aufeinander, dass sie nur ein erfahrener Beobachter korrekt beurteilen kann.

## Olympiasieger am Pauschenpferd
- 1896:  Louis Zutter

- 1904:  Anton Heida
- 1924:  Josef Wilhelm
- 1928:  Hermann Hänggi
- 1932:  István Pelle
- 1936:  Konrad Frey
- 1948:  Paavo Aaltonen,  Veikko Huhtanen und  Heikki Savolainen
- 1952:  Wiktor Tschukarin
- 1956:  Boris Schachlin
- 1960:  Eugen Ekman und  Boris Schachlin
- 1964:  Miroslav Cerar
- 1968:  Miroslav Cerar
- 1972:  Wiktor Klimenko
- 1976:  Zoltán Magyar
- 1980:  Zoltán Magyar
- 1984:  Li Ning und  Peter Vidmar

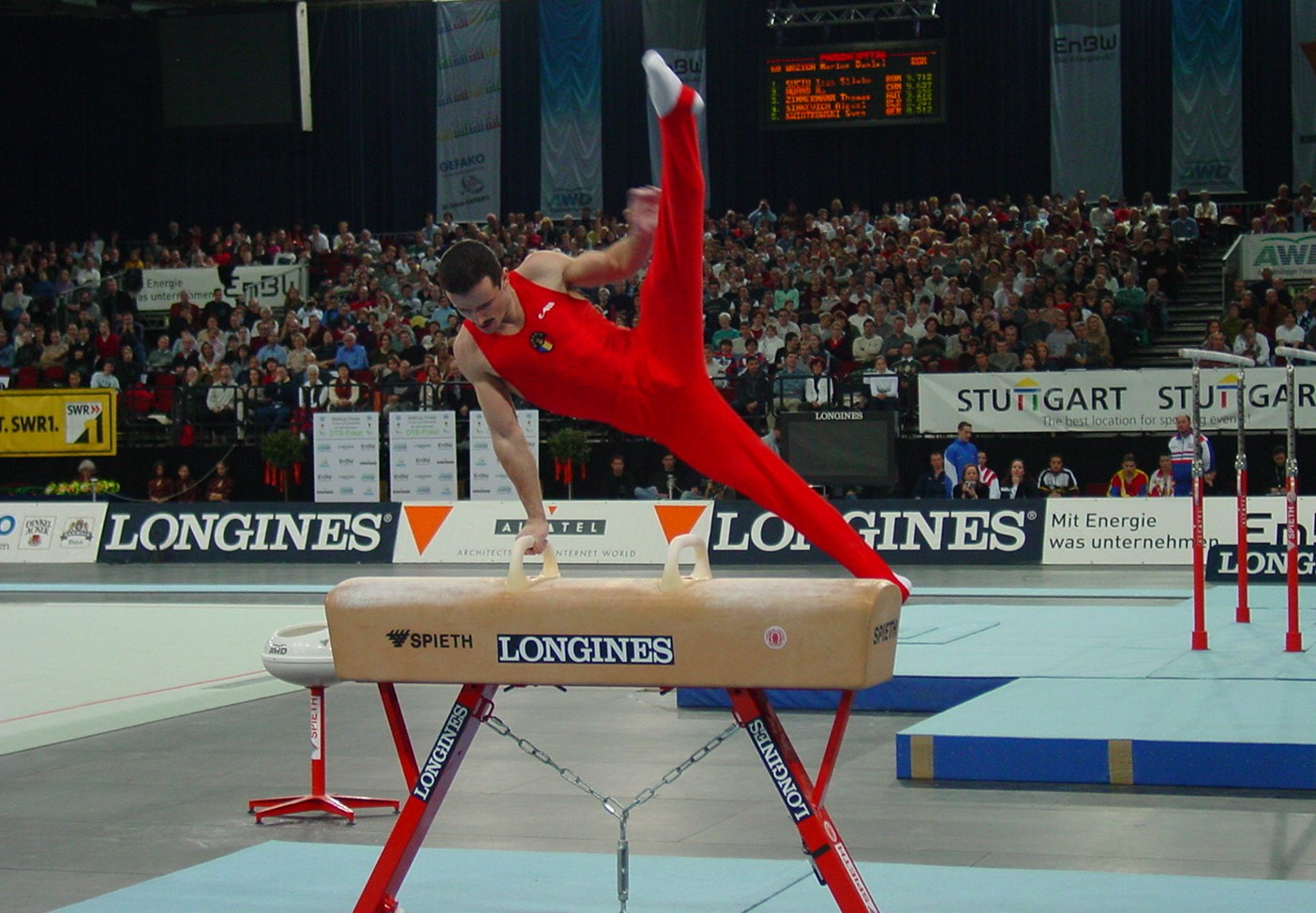
Der Olympiasieger von 2000, Marius Urzică, am Pauschenpferd im Jahr 2002

- 1988:  Zsolt Borkai,  Dmitri Bilosertschew und  Ljubomir Geraskow
- 1992:  Pae Gil-Su und  Witali Schtscherbo
- 1996:  Donghua Li
- 2000:  Marius Urzică
- 2004:  Yeng Haibin
- 2008:  Xiao Qin
- 2012:  Krisztián Berki
- 2016:  Max Whitlock
- 2020:  Max Whitlock
- 2024:  Rhys McClenaghan